# Christine Ohuruogu
Christine Ijeoma Chika Ohuruogu, angleška atletinja, * 17. maj 1984, London, Anglija Združeno kraljestvo.
Nastopila je na poletnih olimpijskih igrah v letih 2004, 2008, 2012 in 2016. V teku na 400 m je osvojila naslov olimpijske prvakinje leta 2008 in podprvakinje leta 2012, v štafeti 4x400 m pa bronasti medalji v letih 2008 in 2016. Na svetovnih prvenstvih je osvojila naslov prvakinje v teku na 400 m v letih 2007 in 2013, v štafeti 4x400 m pa srebrno in pet bronasti medalj, na svetovnih dvoranskih prvenstvih naslov prvakinje leta 2012 in bronasto medaljo leta 2014 v štafeti 4x400 m, na svetovnih dvoranskih prvenstvih pa naslov prvakinje v isti disciplini leta 2013. Leta 2006 je prejela enoletno prepoved nastopanja zaradi dopinga. 